# Rollins Griffith
Rollins Griffith (* 1925; † 2. Januar 1978) war ein US-amerikanischer Jazzpianist und Musikpädagoge, der in der Jazzszene von Boston aktiv war.

## Leben und Wirken
Griffith studierte am New England Conservatory of Music (Abschluss 1949). 1946 nahm er im Duo mit Serge Chaloff auf. Neben seinem Hauptberuf als Musiklehrer im öffentlichen Schulsystem war er ab 1952  Mitglied der Hausband im Bostoner Jazzclub Hi-Hat. Ab 1953 spielte er regelmäßig im Jazzclub Storyville, zunächst in einem Trio mit Slam Stewart und Marquis Foster, dann mit Jimmy Woode und Jo Jones. Im Dezember 1953 und im Januar 1954 begleitete Griffith mit Foster und Woode den im Hi-Hat auftretenden Charlie Parker. Das Januar-Konzert wurde für den Rundfunk aufgezeichnet; später wurden die Mitschnitte auf Schallplatte veröffentlicht.
In der zweiten Hälfte der 1950er-Jahre setzte Griffith seine Ausbildung fort; er erwarb Masterabschlüsse an der Boston University und in Pädagogik am Boston State College. 1959 trat er mit einem eigenen Nonett auf dem Boston Arts Festival auf. 1960 wirkte er bei Plattenaufnahmen von Harry Carney mit und trat 1960/61 noch mit einem Trio auf, bevor er seine Karriere als aktiver Musiker beendete. Im Bereich des Jazz war er zwischen 1946 und 1960 an sieben Aufnahmesessions beteiligt. Ab 1966 arbeitete er im öffentlichen Schulsystem und -aufsicht Bostons als Assistant Principal, ab 1969 als Principal und ab 1970 als erster Afroamerikaner als Assistant Superintendent. Er starb im Alter von 52 Jahren an den Folgen einer Leukämieerkrankung. Zum Gedenken an Griffith wurde von der Stadt Boston das Rollins Griffith Memorial Scholarship geschaffen; auch trägt ein Ausbildungszentrum für Lehrer seinen Namen.

## Diskographische Hinweise
- Serge Chaloff: The Complete Small Group Bop Sessions
- Charlie Parker:  Bird at the Hi-Hat (ed. 1993)